# Athina Livanos
Athina Maria „Tina“ Livanos (griechisch Αθηνά (Τίνα) Λιβανού, * 19. März 1929 in Kensington, London, Vereinigtes Königreich; † 10. Oktober 1974 im Hôtel de Chanaleilles, Paris, Frankreich) war eine in England geborene griechisch-französische Prominente und Schiffserbin und die zweite Tochter des griechischen Reeders Stavros Livanos und Arietta Zafiraki. Sie war vor allem als erste Frau von Aristoteles Onassis bekannt.

## Leben

### Ehen und Familie
Sie war dreimal verheiratet. Ihre Ehemänner waren:
Aristoteles Onassis (28. Dezember 1946 – 1960); mit ihm hatte sie zwei Kinder, Alexander Onassis (1948–1973) und Christina Onassis (1950–1988). Sie ließ sich von ihm scheiden, als sie herausfand, dass er eine Affäre mit der Opernsängerin Maria Callas hatte.
John Spencer-Churchill (23. Oktober 1961 – März 1971), später 11. Duke of Marlborough 
Stavros Niarchos (21. Oktober 1971 – 1974), der Witwer ihrer Schwester Eugenia
Nach ihrer Scheidung von Aristoteles Onassis trug sie bis zu ihrer Heirat mit Spencer-Churchill wieder ihren Mädchennamen Livanos.
Ihr Sohn mit Onassis, Alexander Onassis, starb im Januar 1973 im Alter von 24 Jahren an den Folgen der Verletzungen, die er sich bei einem Flugzeugabsturz in Athen zugezogen hatte.
Sie selbst verstarb am 10. Oktober 1974 in Paris im Alter von 45 Jahren und wurde neben ihrer Schwester auf dem Friedhof Bois-de-Vaux in Lausanne, Schweiz, beigesetzt.
Ihre Tochter Christina Onassis verklagte Stavros Niarchos, den Witwer ihrer Mutter, wegen des geschätzten Nachlasses ihrer Mutter in Höhe von 250 Millionen US-Dollar (im Jahr 1974) und forderte, dass die Ehe nach griechischem Recht annulliert werden sollte. Christina beendete später die Klage, und Niarchos gab Christina das gesamte Geld seiner Frau sowie ihren Schmuck, ihre Kunstwerke und andere persönliche Gegenstände zurück.
Ihr einziger lebender Nachkomme ist ihre gleichnamige Enkelin Athina Onassis, Christinas Tochter.

### Tod
Athina Livanos wurde tot aufgefunden im Hôtel de Chanaleilles, dem Pariser Herrenhaus, das sie mit ihrem Mann teilte. Ihr Tod wurde von Pathologen offiziell auf ein akutes Lungenödem zurückgeführt, aber auch auf den übermäßigen Konsum von Barbituraten. 